# Виола, Альфонсо делла
Альфонсо делла Виола (итал. Alfonso della Viola; около 1508, Феррара — около 1573) — итальянский музыкант, инструменталист, композитор, капельмейстер при дворе Альфонсо I д’Эсте, герцога Феррары.

## Биография
Родился в семье музыкантов, вероятно, был сыном Агостино делла Виола (или Агостино ди Феррара), известного певца и музыканта при феррарском дворе в 1497—1522 годах. С 1528 года состоял на службе у Альфонсо I д'Эсте, герцога Феррары, в качестве камерного музыканта, капельмейстера в соборе Феррары. Его способности как композитора, так и инструменталиста описывали различные писатели того периода, в том числе Кристофоро ди Мессисбуго и Луиджи Дентиче, которые писали: «Мессер Альфонсо делла Виола не менее прекрасен в контрапункте, чем в музыкальных сочинениях».
Автор музыки на свадьбу Альфонсо I д’Эсте с Рене Французской.
Ему принадлежат два сборника 4-голосых мадригалов (43 композиции в 1539 и 46 композиций в 1540), особенно интересен как один из старейших драматических композиторов (пасторали, музыка к театральным пьесам), исполнявшихся при дворе в Ферраре: «Orbeche» (1541), «Il sacrificio» (1554), «Lo sfortunato» (1557), «Aretusa» (1563). Пьесы эти не были написаны в stile rappresentativo, изобретенном лишь 50 лет спустя во Флоренции; диалоги исполнялись в них хором, подобно тому, как в мадригалах.